# De Gabiano
De Gabiano è il cognome di una famiglia storica italiana, diffusa nel Monferrato, nelle Venezie ed in Francia. Sembra che tragga origine dal Papa Bonifacio VIII che concesse  nel 1247 il castello ed il feudo di Gabiano  a Ranieri e Bastardino, forse suoi discendenti illegittimi, che assunsero il cognome “de Gabiano”. Sarebbe, quindi, un ramo cadetto della famiglia Caetani.
Contò numerosi esponenti, tra cui la famiglia di Scipione e Balthasar de Gabiano, fra i principali tipografi del 1500 a Lione. Molte edizioni di gran pregio di libri del Rinascimento portano la dizione “typographia Fratrum de Gabiano”. In particolare, furono gli stampatori della prima edizione straniera della Divina Commedia di Dante Alighieri, pubblicata nel 1502 a Lione da Balthasar de Gabiano e Barthelemy Troth.
Altri noti esponenti tipografi furono Johannes  e Lucemburgus de Gabiano.
Luxembourg de Gabiano acquistò una “maison forte”, una casa fortezza signorile, ancora esistente, a Vourles, nella periferia sud di Lione nel 1539, che all'epoca era una delle residenze di maggior pregio della zona. Fece decorare la torre nord con una rappresentazione della volta celeste che si ispirava alle scoperte di Copernico e Galileo.
In seguito, le guerre di religione del 1567 obbligarono Luxembourg, che aveva aderito con entusiasmo alla Riforma protestante, ad emigrare in Svizzera, a Ginevra, dove continuò l'attività di editore.